# تیبریوس کلودیوس نرون
تیبریوس کلودیوس نرون (زاده ۸۲ پ م – درگذشته ۳۳ پ م) سیاستمدار سناتور و پرایتور رومی بود که در سده پایانی جمهوری روم می‌زیست.
او بیشتر بابت همسر لیویا بودن موردتوجه بود. لیویا پس از جدایی از وی با امپراتور آینده روم یعنی آگوستوس ازدواج کرد ولی فرزندش از «تیبریوس کلودیوس نرون» در آینده امپراتور شد و اينگونه ۴ امپراتور بعدی روم به‌گونه‌ای از فرزندان و نوادگان «تیبریوس کلودیوس نرون» بودند.
«تیبریوس کلودیوس نرون» از تیره کلودیا و از نوادگان کنسور کلودیوس کائکوس بود. مادرش از نوادگان تیره کلودیان بود. نرون خواهری به نام کلودیا داشت که همسر فرماندار کوئینتوس ولوسیوس شد.